# Statistica aziendale
La statistica aziendale si può definire come la disciplina che fornisce l'insieme degli strumenti di stampo statistico necessari per una corretta ed approfondita analisi e gestione economica del sistema-azienda.
Si serve dei dati reperibili mediante fonti contabili per elaborare previsioni sugli sviluppi futuri del sistema-azienda di riferimento; si delinea quindi come una più completa possibilità di analisi (di carattere statistico) del risultato della disaggregazione aziendale nelle sue attività produttive.
Esistono diverse impostazioni metodologiche nella disciplina che studia i modi di intendere la statistica aziendale ed i suoi risultati, i più comuni sono quattro e gli studiosi del settore non sono ancora giunti a una pacifica soluzione al riguardo di questo problema.
Si suole distinguere le statistiche aziendali in:
- interne: relative cioè all'organizzazione e alla gestione aziendale, basate dunque su dati di origine aziendale;
- esterne: relative all'ambiente economico esterno all'azienda, basate su dati provenienti da mercati, concorrenti, settori di attività, ecc.